# ベン・ウルフ
ベン・ウルフ（Ben Woolf,  1980年9月15日 - 2015年2月23日）は、アメリカ合衆国の俳優である。

## 来歴
1980年、コロラド州のフォートコリンズに生まれる。生まれつき下垂体性矮小症を患っており、身長が約134センチという小人症だった。しばらくしてから、アイオワ州のフェアフィールドで過ごし、1999年に一家でカリフォルニア州のサンタバーバラへ移住。地元においてビリヤード・プレイヤーなどを経て、教育の学士号を取った後、長年の夢でもあった俳優になるためハリウッドへ渡った。
2007年にテレビ番組『TV Face』でデビュー。2010年には、ジェームズ・ワンが監督したホラー映画『インシディアス』へノークレジットで出演。同作中では、ダンスを踊る少年の幽霊を演じている。その後もキャリアを重ね、2014年にはジェシカ・ラング、キャシー・ベイツらが出演したテレビドラマシリーズの『アメリカン・ホラー・ストーリー：怪奇劇場』のサーカス団員の一人ミープ役で出演し、印象を残した。

### 死去
2015年2月19日、ハリウッドにある通りを横断しようとしていた際に、通行してきたSUV車両のバックミラーに頭部が衝突する事故が発生。その衝突が頭部に重傷を負わせ、ロサンゼルス市内の病院に運ばれたが、2月23日に同病院で息を引き取った。34歳だった。

## 出演作品

### 映画
- インシディアス Insidious (2010) ※ノークレジット
- Woggie (2012)
- Unlucky Charms (2013)
- Dead Kansas (2013)
- チャーリー・イズ・マイ・ダーリン Charlie Is My Darlin' (2014)
- ハロウィン2016 Tales of Halloween (2015)

### テレビシリーズ
- TV Face (2007)
- アメリカン・ホラー・ストーリー：恐怖の館 American Horror Story (2011)
- Eagleheart (2012)
- アメリカン・ホラー・ストーリー：怪奇劇場 American Horror Story Freak Show (2014, 2015)
- TMI Hollywood (2015)